# Epitaci de Plasència
Epitaci de Plasència és un sant llegendari que hom fa néixer a Plasència a mitjans de segle I que va ser bisbe a Tui i a Plasència, i martiritzat a la seva ciutat natal en temps de Neró. La seva festivitat al santoral és el 23 de maig.
El seu relat hagiogràfic diu que els seus pares eren pagans però que es va acabar convencent d'adoptar el catolicisme amb l'evangelització del també fictici Pere de Rates, llegendari primer bisbe de Braga i deixeble dels apòstols. Es va unir a la tasca de Rates i va destacar-hi tant que el bisbe el va compensar amb l'atorgament d'una diòcesi: fou consagrat bisbe de Tui.
Més tard, marxà cap al sud per a evangelitzar la regió i fou bisbe de Plasència. Hi fou detingut pel governador local, juntament amb un altre bisbe llegendari, Basili. Va tenir-los dies a la presó però els bisbes no van defallir ni abjurar del cristianisme i, finalment, les autoritats van decidir executar-los el 23 de maig.
El 1534 es van trobar les suposades relíquies del sant. A sol·licitud de Diego de Arce y Reinoso, bisbe de Plasència, Innocenci X va atorgar per decret del 8 d'octubre de 1650, que se celebrés la festa dels sants màrtirs Epitaci i Basili tant localment, com a tot Espanya.
Tant Vicente Barrantes com Enrique Flórez afirmen que aquest és un sant llegendari i fals, fomentat per alguns autors i la seva inventiva a principis del segle xvii, una època en què van proliferar les falsificacions de fonts històriques, els falsos cronicons, per tal de crear sants falsos. Un d'aquests autors, Juan de Tamayo Salazar, fou l'autor de la biografia de Sant Epitaci, per encàrrec del bisbe Diego de Arce, de qui era secretari.